# Imoni

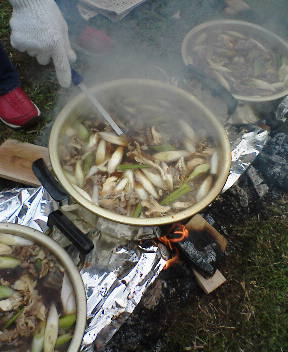
Imoni.

El imoni (芋煮?) es un tipo de sopa espesa de patata y carne, tomada tradicionalmente en otoño en la región de Tōhoku de Japón. La prefectura de Yamagata en particular es famosa por su imoni, pero otras prefecturas de la región también tienen sus propias variantes diferentes.
El imoni se toma como cualquier otra sopa, principalmente durante finales del verano y principios del otoño, pero es famoso como comida callejera. Los grupos de gente reunidos para preparar imoni alrededor de un fuego junto a un río es un rasgo de la estación otoñal, y las tiendas de conveniencia se aprovisionan de madera y otras mercancías para la ocasión.

## Ingredientes
La receta del imoni cambia de una prefectura a otra: por ejemplo, el imoni de interior en Yamagata tiene ternera, azúcar y salsa de soja, resultando dulce, mientras el preparado en la prefectura vecina de Miyagi no, incluyendo pasta de miso para darle sabor. De forma similar, incluso la región Shonai de Yamagata cuenta con una base de cerdo y miso en lugar de la de ternera y salsa de soja típica de las regiones de interior de la misma prefectura.
A pesar de todo esto, varios ingredientes se consideran estándar en la receta:
- Raíz de taro (里芋, satoimo);
- Carne cortada fina, típicamente de ternera o cerdo;
- Konnyaku, gelatina densa hecha de konjac;
- Salsa de soja.

Otros ingredientes pueden ser repollo chino (hakusai), raíz de agarrocha (gobō), daikon, zanahoria, cebolleta (negi), mirin, tofu, setas (especialmente shimeji, hiratake, shiitake y maitake) y otras modificaciones regionales.

## Cultura
En la prefectura de Yamagata en particular, y en las vecinas en general, los imonikai (reuniones para hacer imoni) son una importante tradición otoñal. Los turistas acuden en masa a Yamagata para el Festival Otoñal de Imoni (Akino Imonikai), donde se unen a los residentes en las orillas del río Mamigasaki el primer domingo de septiembre para degustar imoni en una olla de hierro gigante, usándose una grúa para añadir ingredientes y remover la sopa. En 2009 se sirvió en el festival imoni para 30.000 comensales antes de vaciar la olla.
Muchas escuelas y empresas del norte de Japón organizan imonikai para sus estudiantes o empleados. Durante septiembre y octubre es habitual ver grupos de aficionados al imonikai en las orillas de los ríos, incluso cerca de autopistas importantes.
- Datos: Q8193769
- Multimedia: Imoni / Q8193769